# اوبشا
اوبشا (به لهستانی:  Obsza) یک روستا در لهستان است که در گمینا اوبشا واقع شده‌است. اوبشا ۸۶۱ نفر جمعیت دارد.